# Lacey, Washington
Lacey är en ort i Thurston County i delstaten Washington, USA.